# The Turning Point (canción)
«The Turning Point» (El Punto de Inflexión) es el segundo sencillo del álbum Tambu de la banda estadounidense de Rock, Toto grabado y lanzado en el año 1995. El sencillo tiene 2 canciones extras del disco Tambu: "The Road Goes On" y "Time is the Enemy".

## Información de la canción
La canción fue escrita por toda la banda con Stan Lynch, tuvo un éxito comercial, tanto como un sencillo de la decimoquinta posición en el Billboard Hot 100. La pista tiene algunas resonancias alternando entre Hard Rock y Pop Rock. La canción es un dúo entre Steve Lukather y Jenny Douglas McRae, que se presenta como una gran canción. Es uno de los únicos que tienen acciones, pero no solos de guitarra eléctrica. Hoy en día la canción es considerada como uno de los clásicos más bellos de la banda, a pesar de no haber sido tocada hasta 1996. La canción tiene Videoclip.

## Lista de canciones
1. "The Turning Point" - 3:58
2. "The Road Goes On" - 4:26
3. "Time is the Enemy" - 5:40

## Músicos
- Steve Lukather: Voz, coros, guitarra.
- David Paich: Voz, coros, teclados, sintetizadores.
- Simon Phillips: Batería, teclados.
- Mike Porcaro: Bajo, teclados.
- Jenny Douglas Mc-Rae: Voz, coros.
- John James: Coros.
- Phillip Ingram: Coros.
- Ricky Nelson: Coros.
- Paulinho Da Costa: Percusión.